# Primeira-dama da Colômbia
A Primeira dama da Colômbia (Primeira dama da Nação) é o título ocupado pela anfitriã da Casa de Nariño, geralmente a esposa do presidente da Colômbia, concomitante ao mandato do presidente. Embora o papel da primeira-dama nunca tenha sido codificado ou definido oficialmente, ela figura com destaque na vida política e social da Colômbia.
Verónica Alcocer é a atual primeira-dama da Colômbia, como esposa do 34º e atual presidente da Colômbia, Gustavo Petro.

## Primeira-dama
Desde agosto de 2022 a primeira-dama é Verónica Alcocer. Atualmente, vivem seis ex-primeiras-damas: Nydia Quintero, ex-esposa de Julio César Turbay Ayala; Ana Milena Muñoz de Gaviria, esposa de César Gaviria; Jacquin Strouss Lucena, esposa de Ernesto Samper; Nohra Puyana de Pastrana, esposa de Andrés Pastrana; Lina Moreno de Uribe, esposa de Álvaro Uribe; e María Clemencia de Santos, esposa de Juan Manuel Santos; e María Juliana Ruiz, esposa de Iván Duque.
A esposa do presidente da Colômbia, até agora, sempre foi uma mulher, assim como a maioria das esposas dos que se candidataram, com a exceção mais recente de Noemí Sanín, candidata presidencial do Partido Conservador no nas eleições presidenciais de 2002 e 2010, que embora solteira nas duas vezes, seu namorado, Javier Aguirre, recebeu um tratamento semelhante da mídia durante a campanha como esposa dos demais candidatos, lembrando que ele teria sido o primeiro homem a acompanhar uma "presidente" da Casa de Nariño.

## Historia

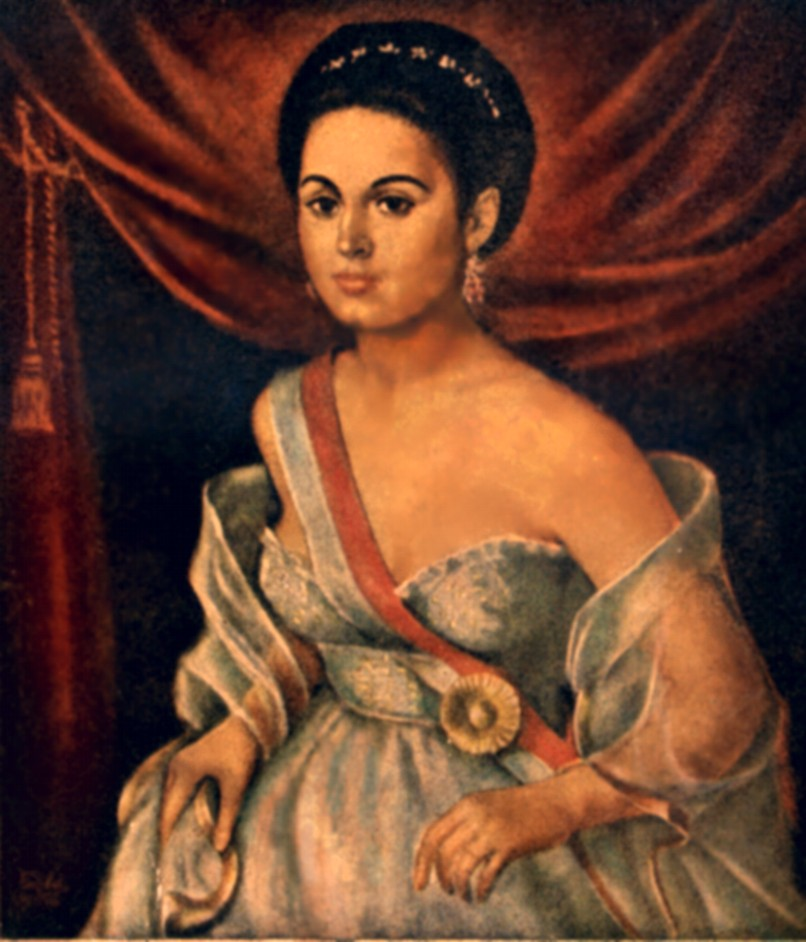
Retrato de Manuela Sáenz, amante de Simón Bolívar. Autor e ano desconhecidos.

Após a declaração inequívoca de independência do território consolidado do antigo Vice-Reino da Nova Granada no Congresso de Cúcuta e a ratificação da Constituição, o Congresso elegeu o General Simón Bolívar Palacios como Presidente da Colômbia. Bolívar, no entanto, era viúvo (sua esposa María Teresa Rodríguez del Toro y Alaysa morreu em 1803), não teve filhos, sua mãe havia falecido e suas irmãs residiam longe da capital, não deixando parentes femininos para cumprir quaisquer funções que hoje seriam associadas à da primeira-dama. Bolívar, entretanto, tinha uma amante, Manuela Sáenz Aizpuru, uma mulher casada que foi o amor de sua vida e com quem viveu apesar das visões conservadoras de sua época. Portanto, Sáenz serviu como anfitriã não oficial da residência de Bolívar, o Palácio de San Carlos, já que não havia um palácio presidencial oficial na época. No entanto, a extensão do envolvimento de Sáenz na casa de Bolívar era tal que quando inimigos políticos de Bolívar invadiram a casa na tentativa de assassinar o presidente, ela estava lá e dissuadiu Bolívar de confrontar seus agressores e, em vez disso, fugir pela janela de seus aposentos, e embora ela tenha sido difamada durante sua vida, ela agora é considerada uma heroína nacional.
Após a renúncia de Bolívar à presidência em 1830, o Congresso elegeu Joaquín de Mosquera y Arboleda para suceder Bolívar como o 2º presidente da Colômbia. Mosquera era casado com María Josefa Mosquera y Hurtado, sua prima em primeiro grau, que se tornou a primeira pessoa a ser considerada a primeira-dama oficial da Colômbia, ou seja, do que hoje é conhecido como Gran Colombia. A primeira primeira-dama da atual Colômbia foi Soledad Román Polanco, a segunda esposa de Rafael Núñez Moledo. Núñez chegou ao poder pela primeira vez em 1880 como presidente do que era então conhecido como Estados Unidos da Colômbia, mas quando se mudou para a capital, sua esposa Soledad Román ficou para trás em sua cidade natal, Cartagena,  já que sua união era fortemente criticado pela sociedade conservadora e pela mídia da época por Núñez ter se divorciado legalmente de sua primeira esposa, María de los Dolores Gallegos Martínez, e se casado com Román em uma cerimônia civil, mas de acordo com a lei canônica eles permaneceram casados no olhos de Deus, e assim Núñez foi acusada de adultério e Román considerada sua amante. Román acabou se mudando para Bogotá quando a popularidade de seu marido aumentou a tal ponto que a maioria poderia ignorar sua união. Quando a Constituição colombiana de 1886 foi ratificada, a atual Colômbia foi formada, com Núñez como o 1º presidente da Colômbia e Román como a 1ª primeira-dama. O casal finalmente conseguiu se casar por meio da Igreja quando Gallegos, a primeira esposa de Núñez, morreu, permitindo que eles consagrassem sua união já legal por meio da Igreja e aos olhos da sociedade católica conservadora. O casamento deles ocorreu enquanto Núñez estava no cargo em 23 de fevereiro de 1889.
O uso do título "Primeira Dama" originou-se nos Estados Unidos, mencionado pela primeira vez em referência a Dolley Madison, depois foi usado de outras formas até 1877, quando foi usado na mídia impressa para se referir a Lucy Webb Hayes, esposa de Rutherford B. . Na Colômbia, o título foi usado pela primeira vez na mídia impressa em 1833, quando a revista Cromos o usou para se referir à esposa do presidente Franklin D. Roosevelt, Eleanor Roosevelt como primeira-dama dos Estados Unidos. amplamente usado nos Estados Unidos para se referir à esposa do presidente. O título foi adotado pela primeira vez para uso colombiano no ano seguinte, quando em 8 de agosto de 1834 Cromos se referiu a María Michelsen Lombana como "Primeira Dama da Colômbia" durante a posse de seu marido, o presidente Alfonso López Michelsen.